# 패티 페이지
클라라 앤 파울러(Clara Ann Fowler, 1927년 11월 8일 ~ 2013년 1월 1일)는 미국의 팝, 컨트리 음악 가수 및 배우이다. 예명은 패티 페이지(Patti Page)로 60년에 걸친 경력 동안 1억 장 넘게 음반을 팔아치워온 굴지의 여가수. 무대에 입장할 적에는 '노래하는 분노―패티 페이지 양(the Singin' Rage, Miss Patti Page)'으로 소개되었다. 뉴욕 WNEW의 디스크자키 윌리엄 B. 윌리엄스의 경우에는 '패티라고 하는 내 삶의 한 페이지(A Page in my life called Patti)'라고 소개.
1947년 머큐리 레코드와 계약하고 48년의 〈Confess〉로 성공의 첫걸음을 내딛는다. 이후 〈With My Eyes Wide Open, I'm Dreaming〉으로 첫 밀리언셀러를 탄생시키고 50-55년까지 14곡을 더 밀리언셀러로 만들었다. 자신의 대표곡되는 〈Tennessee Waltz〉는 20세기 싱글 판매량에 있어 대기록을 가지고 있으며 오늘날 테네시주에서는 이를 공식적 주가로 인정하는 지경에 있다. 이 밖에도 50-53년간 〈All My Love (Bolero)〉, 〈I Went to Your Wedding〉, 〈(How Much Is That) Doggie in the Window〉가 1위를 차지한 바 있다.
여타 팝 가수와 다르게 그녀는 컨트리 음악의 스타일을 곡에 접목시키려고 하였다. 이같은 시도로 하여 그녀의 싱글은 빌보드 컨트리 차트에까지 오르고는 하였다. 70년대에 들어서는 아주 스타일을 컨트리로 선회하였고 이것은 대단한 성공을 거두었다. 이로써 페이지는 년대마다 빠짐없이 차트를 오르내린 몇 없는 보컬리스트에 이름을 남기게 되었다.
1950년대 로큰롤이 발흥하여 기성대중음악의 판매량이 감소하였다. 그럼에도 큰 흔들림없이 주류적 인기를 유지해왔고 60년대에도 이는 계속되었다(〈Old Cape Cod〉, 〈Allegheny Moon〉, 〈A Poor Man's Roses (Or a Rich Man's Gold)〉, 〈Hush, Hush, Sweet Charlotte〉 등이 히트).
1997년 오클라호마 음악 명예의 전당에 헌액되었다. 2013년 그래미 평생공로상을 사후수상.

## 같이 보기
- 패티 김